# Leonhard Ableiter

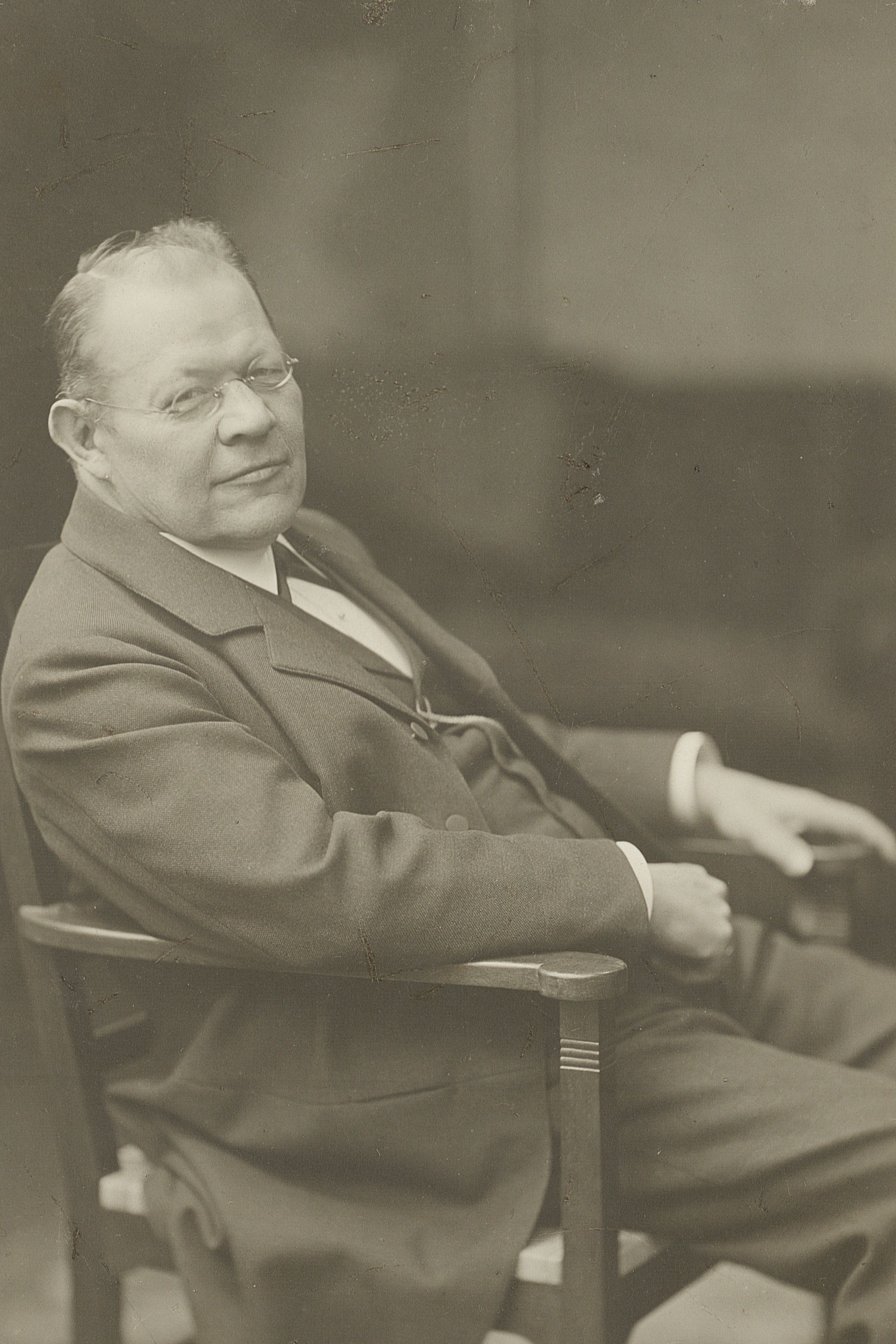
Leonhard Ableiter, fotografiert von Hermann Widensohler

Johannes Leonhard Ableiter, seit 1892 Leonhard von Ableiter, (* 30. November 1844 in Heidenheim; † 11. Juni 1921 in Stuttgart) war ein deutscher Gymnasiallehrer, Philologe und Präsident der Ministerialabteilung für die höheren Schulen in Stuttgart. 

## Leben

### Familie
Leonhard Ableiter war der Sohn eines Schmieds. Er war seit 1878 mit Charlotte, der Tochter des Chefredakteurs der Tageszeitung Schwäbischer Merkur, Otto Elben, verheiratet; gemeinsam hatten sie mehrere Kinder, von denen sechs vor ihm verstarben. Sein Schwager war der Jurist und Journalist Karl Elben.
Leonhard Ableiter wurde auf dem Pragfriedhof in Stuttgart beigesetzt.

### Werdegang
Leonhard Ableiter immatrikulierte sich 1862 am evangelischen Tübinger Stift zu einem Studium der Philosophie, Theologie und Altphilologie; am 15. August 1867 promovierte er an der Universität Tübingen zum Dr. phil.
Von 1866 bis 1869 war er als Seelsorger und Lehrer und dann bis 1872 als Stiftsrepetent in Tübingen tätig.
1872 begann er mit einer Lehrtätigkeit am Gymnasium im unterelsässischen Buchsweiler und absolvierte 1875 die Prüfung zum Gymnasialprofessor für Altphilologie und ging in dieser Funktion 1878 nach Ulm sowie 1883 als Lehrer und zugleich Ephorus des Pensionats an das Karlsgymnasium nach Heilbronn. Später wurde er Rektor des Gymnasiums (siehe Gymnasium bei St. Michael Schwäbisch Hall) in Schwäbisch Hall. Er trat 1889 als Oberstudienrat in die Schulverwaltung ein. 1901 erfolgte seine Ernennung zum Oberrat und 1902 wurde er in die Reichsschulkommission berufen und besuchte im Auftrag der Kommission die deutschen Schulen im Ausland, unter anderem in Konstantinopel, Rumänien und Italien. 1905 wurde er, als Nachfolger des verstorbenen Adolf Rapp zum Direktor ernannt und 1914 erhielt er den Titel eines Präsidenten der Königlichen Ministerialabteilung für die höheren Schulen und trat im November 1914 in den Ruhestand.
Ableiter war auch schriftstellerisch tätig und veröffentlichte verschiedene Lehrbücher zur hebräischen Sprache.

## Mitgliedschaften
Leonhard Ableiter gehörte der Studentenverbindung Normannia in Tübingen an und war 1874 Mitglied im Gustav-Adolf-Verein.

## Ehrungen und Auszeichnungen
Leonhard Ableiter wurde 1892 zum Ritter I. Klasse des Friedrichs-Ordens und am 25. Februar 1902 zum Ritter des Ordens der Württembergischen Krone ernannt und damit in den Personaladel erhoben.